# 丸亀郵便局
丸亀郵便局（まるがめゆうびんきょく）は、香川県丸亀市にある郵便局。民営化前の分類では集配普通郵便局だった。

## 概要
住所：〒763-8799 香川県丸亀市大手町三丁目5番1号

### 併設施設
- ゆうちょ銀行丸亀店（松山支店丸亀出張所）：取扱店番号630020

## 沿革
- 1872年8月4日（明治5年7月1日） - 丸亀郵便取扱所として開設[1]。
- 1873年（明治6年）4月1日 - 丸亀郵便役所となる[1]。
- 1875年（明治8年）1月1日 - 丸亀郵便局（三等）となる。翌日より、為替取扱を開始[1]。
- 1879年（明治12年）7月10日 - 貯金取扱を開始[1]。
- 1889年（明治22年）7月16日 - 丸亀郵便電信局となる[1]。
- 1903年（明治36年）4月1日 - 通信官署官制の施行に伴い、丸亀郵便局となる[1]。
- 1956年（昭和31年）10月1日 - 電話通話および和文電報受付事務の取扱を開始[2]。
- 1967年（昭和42年）11月6日 - 丸亀市本町から、丸亀市二番町に局舎を新築、移転[3]。
- 1992年（平成4年）8月3日 - 外国通貨の両替および旅行小切手の売買に関する業務取扱を開始。
- 2006年（平成18年）9月11日 - 讃岐広島郵便局(763-0199→763-0102)および本島郵便局(763-0299→763-0223)から集配業務を移管[4]。
- 2007年（平成19年）10月1日 - 民営化に伴い、併設された郵便事業丸亀支店、ゆうちょ銀行丸亀店に一部業務を移管。
- 2012年（平成24年）10月1日 - 日本郵便株式会社の発足に伴い、郵便事業丸亀支店を丸亀郵便局に統合。
- 2016年（平成28年）2月22日 - 多度津郵便局(764-8799→764-0004)から集配業務および保険の渉外業務を丸亀郵便局に、貯金の渉外業務をゆうちょ銀行丸亀店に、それぞれ移管。

## 取扱内容

### 丸亀郵便局
- 郵便、印紙、ゆうパック、内容証明
- 生命保険、バイク自賠責保険、自動車保険、がん保険、引受条件緩和型医療保険
- 「763-00xx」「763-01xx」「763-02xx」「764-00xx」区域（丸亀市内の一部地域および仲多度郡多度津町内全域）の集配業務
- ゆうゆう窓口

### ゆうちょ銀行丸亀店
- 貯金、貸付、為替、振替、振込、国際送金、外貨両替、トラベラーズチェック、国債、投資信託、変額年金保険
- ATM

## 周辺
- 丸亀城
- 丸亀市役所
- 高松地方裁判所丸亀支部

## アクセス
- JR予讃線 丸亀駅から南へ徒歩約10分
- 丸亀コミュニティバス 亀山公園停留所下車
- 瀬戸中央自動車道 坂出ICから西へ、もしくは高松自動車道 善通寺ICから北へそれぞれ約5km
- 駐車場あり：10台